# Culex ernanii
Culex ernanii är en tvåvingeart som beskrevs av Duret 1968. Culex ernanii ingår i släktet Culex och familjen stickmyggor. Inga underarter finns listade i Catalogue of Life.